# Mario Quintero Lara
Mario Quintero Lara (8 de junio de 1976) es un cantante, compositor y filántropo mexicano, reconocido por ser el líder y principal compositor de la agrupación de música regional mexicana Los Tucanes de Tijuana. Durante su trayectoria ha logrado más de treinta premios BMI, incluyendo un galardón como compositor del año en 1999 y un Premio Presidencial del BMI en el 2019. 
Como miembro de Los Tucanes de Tijuana, Quintero ha obtenido 34 discos de oro y 30 de platino y ha logrado vender más de veinte millones de álbumes en todo el mundo, además de participar en eventos como el Festival de Música y Artes de Coachella Valley, el Festival Pa'l Norte y el Festival Vive Latino, entre otros.
Ganador del Grammy Latino en 2012 por el disco 365 días, sus composiciones han hecho parte de las bandas sonoras de producciones de cine y televisión como Perdita Durango, Salvando al soldado Pérez, El infierno, El Chema, Señora Acero, El Americano: The Movie o Alias el Mexicano. De su labor filantrópica destaca su asociación con la organización benéfica Children International, de la cual es patrocinador.

## Biografía

### Décadas de 1980 y 1990
Quintero nació el 8 de junio de 1976 en la pequeña localidad de Las Huacapas, Sinaloa. Se trasladó a Tijuana para seguir estudiando la secundaria y para reunirse con sus primos Mario Moreno y Joel Higuera, con quienes formó la agrupación de música regional mexicana Los Tucanes de Tijuana. La banda, registrada oficialmente en 1987, estaba integrada inicialmente por Quintero, Moreno, Higuera y David Servín.
Después de realizar presentaciones a nivel local, Quintero decidió radicarse con su agrupación en la ciudad de Chula Vista, California para probar suerte en los clubes latinos de Los Ángeles. En la década de 1990 comenzó a grabar álbumes de forma prolífica con el grupo, encargándose de la composición, la voz principal y el bajo sexto desde sus inicios hasta la actualidad. Como líder y compositor de la banda, ha grabado hasta la fecha 36 álbumes y ha obtenido 30 discos de platino y 34 de oro.
A lo largo de su carrera, Quintero ha escrito más de seiscientas canciones, entre las que se incluyen composiciones de éxito comercial como «La chona», «El Tucanazo», «La chica sexy», «Mundo de amor», «Mis tres animales», «El centenario» y «Secuestro de amor». En 1997 aportó las composiciones «El puño de polvo» y «El cartel de a kilo» para la banda sonora de la película española Perdita Durango, dirigida por Álex de la Iglesia. Dos años después, su canción «Secuestro de amor» apareció en el filme de origen chileno Tuve un sueño contigo.

### Décadas de 2000, 2010 y actualidad
Por invitación del Consejo de Promoción Turística de México, Quintero compuso en 2008 la canción «México es tu casa», producida por la compañía Industria Films Studios de México y usada para promover el turismo en el país. En 2010 se encargó de la composición de tres canciones que formaron parte de la banda sonora de la película mexicana El infierno, dirigida por Luis Estrada. El mismo año, el diseño de traje usado por el músico en las presentaciones de la banda fue exhibido en el Museo de los Grammy, en el display «Grandes Estrellas Latinas», donde también aparecieron atuendos de otros artistas como Ricky Martin, Banda el Recodo, Celia Cruz y Los Tigres del Norte.
En 2011 compuso el tema «Julián Pérez» para el filme Salvando al soldado Pérez, del realizador Beto Gómez, y en 2013 aportó la canción principal para la serie de televisión de Fox Telecolombia Alias el Mexicano, titulada «El papá de los pollitos». Un año después compuso la canción central de la serie de Telemundo Señora Acero, y recibió invitación para ser uno de los jueces del programa de concurso Yo soy el artista, junto con Olga Tañón y Luis Fonsi.
En 2016 compuso la canción «El Chema», la cual fue interpretada por Banda El Recodo y utilizada como tema principal de la serie de televisión El Chema, y aportó una composición titulada «El perico Cuco» para la película de animación mexicana-estadounidense El Americano: The Movie. En febrero de 2017, la cadena Fox Deportes anunció que Quintero sería la imagen del video de apertura de la edición quincuagésima primera del Super Bowl.
En febrero de 2019 participó junto con su compañero de banda Alfredo González en la celebración del ochenta aniversario de la Banda el Recodo de Don Cruz Lizárraga, cantando a dúo el corrido «La clave nueva» en el estadio Teodoro Mariscal de Mazatlán.

## Premios y reconocimientos
Por su trabajo como compositor, Quintero recibió en 1999 cuatro Premios BMI por las canciones «Es verdad», «El Tucanazo», «Secuestro de amor» y «Hacemos bonita pareja». También fue condecorado como el compositor del año en el mismo evento al lado de figuras de la música latina como Kike Santander, Shakira y Robi Draco Rosa.
Quintero siguió recibiendo galardones del BMI en los años siguientes, consiguiendo su premio número 27 en 2012 por la composición «El jefe de la sierra», perteneciente al álbum El árbol. También en 2012 ganó su primer Grammy Latino como miembro de Los Tucanes de Tijuana en la categoría de álbum norteño del año por el disco 365 días, y fue homenajeado por otros artistas como Banda el Recodo, La Original Banda El Limón, Calibre 50, El Potro de Sinaloa, Julión Álvarez y Raza Obrera en el disco Tributo a Mario Quintero: El papá de los pollitos.
En 2019 recibió el Premio Presidencial del BMI en honor a su trayectoria artística. Ese mismo año fue nominado al Salón de la Fama de los Compositores Latinos de 2019, compartiendo terna con otros artistas como Joan Manuel Serrat, Pablo Milanés, Rubén Blades y Oscar d'León. En diciembre de 2020 recibió una nueva mención especial de parte del BMI por su carrera como compositor. En 2022, Quintero nuevamente figuró como uno de los ganadores de los Premios BMI, esta vez con las canciones «La captura III» y «La buena vida».

## Discografía

### Álbumes de estudio y recopilatorios
- 1994 - Clave nueva
- 1995 - Mundo de amor
- 1995 - 14 Tucanazos bien pesados
- 1997 - Tucanes de oro
- 1997 - Tucanes de plata
- 1998 - Amor platónico
- 1998 - Los más buscados
- 2000 - Me gusta vivir de noche
- 2000 - Corridos de primera plana
- 2001 - Al por mayor
- 2002 - Jugo a la vida
- 2003 - Imperio
- 2003 - Amor descarado
- 2004 - El virus del amor
- 2004 - Fiesta en la sierra
- 2006 - Amante de lo bueno
- 2007 - El papá de los pollitos
- 2008 - Propiedad privada
- 2008 - Soy todo tuyo
- 2009 - Retro-corridos
- 2010 - El árbol
- 2012 - 365 días
- 2012 - Antología musical: 25 Aniversario
- 2014 - Corridos Time Season One: Soy parrandero
- 2014 - Perdóname mi amor
- 2016 - Corridos Time Season Two: Los implacables
- 2018 - Prueba superada
- 2020 - Corridos Time Season Three: Comandante en jefe